# Romeo Wolkenveldt
Romeo Wolkenveldt (Engels: Kingsley Shacklebolt) is een personage uit de Harry Potterboekenreeks van J.K. Rowling.
Hij is een lange, donkere tovenaar en heeft een trage, kalmerende stem.
Hij was Schouwer van beroep, en werkt op het Ministerie van Toverkunst. Wolkenveldt werd door Albus Perkamentus als zeer bekwaam aanbevolen. Later wordt hij bevorderd tot Minister van Toverkunst.
Wolkenveldt komt voor het eerst voor in het vijfde boek. Hij komt Harry Potter bevrijden uit de Ligusterlaan, samen met Remus Lupos, Nymphadora Tops, Alastor Dolleman, Dedalus Diggel, Emmeline Vonk en Engelbert Dop om hem te escorteren naar het Grimboudplein. Hij is lid van de Orde van de Feniks en fungeert voor de Orde als spion binnen het ministerie, samen met Arthur Wemel en Nymphadora Tops. Hij leidt de zoektocht naar Sirius Zwarts en omdat hij weet dat die onschuldig is, geeft hij het ministerie valse informatie, en zegt hij dat Zwarts in Tibet zit.
Als de Strijders Van Perkamentus door Marina Elsdonk worden verraden wist Romeo haar geheugen. Om te voorkomen dat Wolkenveldt wordt ontmaskerd door het ministerie wordt hij door Perkamentus tijdelijk vervloekt, wanneer Perkamentus gearresteerd dreigt te worden. Hij helpt hierdoor Perkamentus ontsnappen.
Ook doet Romeo mee met het gevecht op het Departement van Mystificatie. Hieruit blijkt dat hij een erg getalenteerde tovenaar is. In het begin duelleert hij met twee Dooddoeners in één keer. Na de dood van Sirius Zwarts duelleerde hij met Bellatrix van Detta. Deze vervloekte Romeo. Er klonk een luide knal, en hij viel neer op de grond, gillend van de pijn.
Aan het begin van het zesde boek is Wolkenveldt door het ministerie als secretaris toegevoegd aan de staf van de Dreuzelpremier om hem te beschermen tegen een mogelijke aanval van de Dooddoeners. Dit is mogelijk het gevolg van zijn bekwaamheid, maar kan ook een tactiek van het ministerie zijn om hem zover mogelijk van Perkamentus te houden, zodat hij hem minder behulpzaam kan zijn.
In boek zeven, wanneer Harry vanuit de Ligusterlaan naar Het Nest moet worden gebracht, escorteert hij Hermelien Griffel.
Tijdens de bruiloft van Bill Wemel en Fleur Delacour is het de Patronus van Romeo die iedereen waarschuwt dat het ministerie in handen is gevallen van Voldemort en zijn Dooddoeners.
Er wordt uiteindelijk door Ron Wemel verteld dat hij heeft moeten vluchten. In het radioprogramma dat hij daarna samen met Remus Lupos, Leo Jordaan, Fred Wemel en George Wemel doet spoort hij de andere heksen en tovenaars aan om de Dreuzels te beschermen. Hij gebruikt hierbij het pseudoniem: "Don Juan".
In de slag om Zweinstein neemt hij de leiding om het gevecht te organiseren. Later wordt hij gezien, terwijl hij duelleert met een niet nader genoemde Dooddoener. Op het eind van het gevecht duelleert hij samen met Minerva Anderling en Hildebrand Slakhoorn tegen Voldemort.
Nadat Voldemort verslagen is, wordt Wolkenveldt aangesteld als tijdelijke Minister van Toverkunst. Hij is erg vernieuwend; hij voert vele wijzigingen door en één daarvan is dat de gevangenis Azkaban niet meer bewaakt wordt door Dementors.
Door J.K. Rowling is later in een chatgesprek gezegd dat Wolkenveldt permanent wordt aangesteld als Minister van Toverkunst.